# Ludvig Ceimertz
Lars Ludvig Ceimertz, född 26 november 1991 i Nosaby församling i Kristianstad, är en svensk moderat politiker. Han är sedan 2024 riksdagsledamot, invald för Skåne läns norra och östra valkrets.